# Макашева, Раиса Каримовна
Раиса (Рапия) Каримовна Макашева (17 ноября 1920 — 13 декабря 1991) — доктор медицинских наук (1968), профессор, дерматовенеролог и заслуженный врач Казахской ССР, участница Великой Отечественной войны.

## Биография
Родилась 17 ноября 1920 года в селе  Коктерек Джамбулской области в семье крестьян-бедняков.
В 1938 году поступила на лечебный факультет Казахского государственного медицинского института. Окончив КазГМИ в 1942 году добровольно отправилась на фронт ВОВ и до марта 1946 года находилась в рядах Советской Армии.
Работала в военно-полевых и эвакогоспиталях Волховского, 3-го Прибалтийского и 1-го Белорусского фронтов ординатором, затем начальником отделения.
Демобилизовавшись, с 1946 по 1952 годы работала младшим научным сотрудником в НИИ краевой патологии Министерства здравоохранения Казахской ССР, где окончила в 1951 году окончила аспирантуру, а 1952 году защитила диссертацию кандидата медицинских наук. С 1952 по 1988 годы работала на кафедре дерматовенерологии Алматинского государственного медицинского института, занимала должности ассистента, доцента, профессора, с 1970 года заведующая кафедрой.
Одновременно в 1978—1981 годах была директором Научно-исследовательского кожно-венерологического института. Являлась председателем Казахского научно-медицинского общества дерматовенерологов (1970—1988 гг.), главным внештатным дерматовенерологом Минздрава Казахской ССР, председателем проблемной комиссии по дерматовенерологии Минздрава Казахстана, членом Всесоюзного общества дерматовенерологов, членом редакционного совета журналов «Вестник дерматологии и венерологии» и «Здравоохранение Казахстана».
За годы работы Мукашевой было опубликовано 169 научных работ по различным проблемам дерматовенерологии и изданы 2 монографии. Проведена подготовка научных кадров: аспирантов, стажеров, соискателей, под её руководством были защищены 8 кандидатских работ.

## Научные труды и работы
- «Влияние некоторых физических и химических факторов на дерматомицеты» — кандидатская диссертация (1952)
- «Вопросы этиологии, патогенеза и лечения экзематоидов волосистой части головы» — докторская диссертация (1968)
- «Аллергические зудящие дерматозы» (1977)
- «Себорейная экзема» (1972)

## Награды и звания
- Орден Трудового Красного Знамени
- Орден Отечественной войны II степени
- Медаль За оборону Ленинграда
- Медаль За доблестный труд
- Заслуженный врач Казахстана, за заслуги в развитии здравоохранения и медицинской науки Казахстана
- Диплом Аль-Фараби, за эффективные методы внедрения НИР в практику здравоохранения республики
- Грамоты Верховного Совета и Минздрава КазССР

## Семья
Супруг — Жуматов, Габбас Жуматович, доктор медицинских наук, профессор, один из участников обороны Брестской крепости в годы Великой Отечественной войны.